# Wald um die Peterseen südwestlich Lich
Wald um die Peterseen südwestlich Lich este o arie protejată (arie specială de conservare — SAC, sit de importanță comunitară — SCI) din Germania întinsă pe o suprafață de 86,35 ha, integral pe uscat.

## Localizare
Centrul sitului Wald um die Peterseen südwestlich Lich este situat la coordonatele 50°30′06″N 8°47′09″E / 50.5017°N 8.7858°E.

## Înființare
Situl Wald um die Peterseen südwestlich Lich a fost declarat sit de importanță comunitară în noiembrie 2004 pentru a proteja 1 specie de plante și 1 specie de animale. Situl a fost protejat și ca arie specială de conservare în martie 2008.

## Biodiversitate
Situată în ecoregiunea continentală, aria protejată conține 3 habitate naturale: Păduri de fag Asperulo-Fagetum, Păduri de stejar sau de stejar și carpen sub-atlantice și medio-europene de Carpinion betuli, Păduri de stejar și carpen Galio-Carpinetum.
La baza desemnării sitului se află mai multe specii protejate:
- plante (1): mușchi (Dicranum viride)
- nevertebrate (1): rădașcă (Lucanus cervus)